# Alfred Burger
Alfred Burger (Vienna, 6 settembre 1905 – Vienna, 30 dicembre 2000) è stato un chimico austriaco naturalizzato statunitense.
È stato il fondatore e il primo caporedattore del Journal of Medicinal Chemistry. La sua ricerca si è concentrata sulla chimica medica, in particolare sul modo in cui agiscono, sulla struttura chimica e sull'abuso di farmaci e droghe.

## Biografia
Alfred Burger è cresciuto a Vienna. Dopo aver studiato e conseguito il dottorato in chimica all'Università di Vienna con Ernst Späth, ha svolto attività di ricerca in Svizzera prima di emigrare negli Stati Uniti nel 1928. Dal 1929 ha lavorato come assistente ricercatore presso l'Università della Virginia, dove rimase per il resto della sua vita professionale. 
Dopo essersi inizialmente dedicato esclusivamente al lavoro di laboratorio e alla ricerca dal 1929 al 1938, in seguito fu anche docente. Dal 1938 fu dapprima assistente professore per un anno, poi professore associato fino al 1952 e, infine, professore ordinario dal 1952. Nel 1970 fu nominato emerito.
Il 1° agosto 1936 sposò l'americana Frances Page Morrison, che poco dopo gli diede una figlia. Nel 1937 Burger ottenne la cittadinanza statunitense.
Nel 1958 fondò il Journal of Medicinal Chemistry, di cui rimase il caporedattore fino al 1971.
Burger contribuì, tra l'altro, allo sviluppo di farmaci per combattere la malaria e la tubercolosi, oltreché all'ulteriore sviluppo della chemioterapia. Fu insignito della Medaglia Pasteur per le sue ricerche e nominato dottore onorario dell'Università delle Scienze di Filadelfia.
Durante la sua carriera scientifica, Burger ha pubblicato nove libri e oltre 200 articoli su riviste specializzate.

## Premio Alfred Burger
L'American Chemical Society, di cui fu membro, assegna dal 1980, in collaborazione con la società GlaxoSmithKline (dal 2016 con Gilead Sciences), il Premio Alfred Burger per la chimica medica.